# 30 Aquarii
30 Aquarii, som är stjärnans Flamsteed-beteckning, är en ensam stjärna belägen i den mellersta delen av stjärnbilden Vattumannen. Den har en skenbar magnitud på 5,56  och är svagt synlig för blotta ögat där ljusföroreningar ej förekommer. Baserat på parallaxmätning inom Hipparcosuppdraget på ca 10,8 mas, beräknas den befinna sig på ett avstånd på ca 300 ljusår (ca 92 parsek) från solen. Den rör sig bort från solen med en heliocentrisk radiell hastighet på ca 40 km/s.

## Egenskaper
30 Aquarii är en gul till vit jättestjärna av spektralklass G8 III, men Houk och Swift (1999) klassade den som K1 IV. Den ingår i röda klumen, vilket betyder att den befinner sig på den horisontella grenen och genererar energi genom fusion av helium i dess kärna. Den har en massa som är omkring dubbelt så stor som solens massa, en radie som är ca 10 gånger större än solens och utsänder från dess fotosfär ca 55 gånger mera energi än solen vid en effektiv temperatur av ca 4 900 K.